# Rudolf Österreicher
Rudolf Österreicher (auch Rudolf Oesterreicher; * 19. Juli 1881 in Wien; † 23. Oktober 1966 ebenda) war ein österreichischer Schriftsteller, Librettist, Lustspielautor, Verfasser von Kabarett-Texten und Biograf. Von 1945 bis 1947 war er Direktor des Wiener Stadttheaters. Er wurde am Hietzinger Friedhof bestattet.

## Werke
Lustspiele:
- 1907: Gummiradler
- 1912: Das Bett Napoleons
- 1926: Der Garten Eden
- 1929: Die Sachertorte
- 1929: Das Geld auf der Straße
- 1932: Auslandsreise (mit Ludwig Hirschfeld)

Operetten:
- 1910: Ihr Adjutant (Robert Winterberg)
- 1914: Das Mädchen im Mond (Karl von Stigler), Libretto zusammen mit Wilhelm Sterk
- 1917: Die Faschingsfee (Emmerich Kálmán)
- 1919: Der Künstlerpreis (Leo Ascher)
- 1923: Katja, die Tänzerin (Jean Gilbert), Libretto zusammen mit Leopold Jacobson
- 1924: Das Weib im Purpur (Jean Gilbert)
- 1927: Yvette und ihre Freunde (Michael Krasznay-Krausz), Libretto zusammen mit Wilhelm Sterk
- 1927: Eine einzige Nacht (Robert Stolz), Libretto zusammen mit Leopold Jacobson
- 1949: Abschiedswalzer (Ludwig Schmidseder)

Bearbeitung:
- Das Spitzentuch der Königin (Johann Strauss)

Filmografie:
- 1930: Geld auf der Straße
- 1931: Ihre Majestät die Liebe
- 1931: Die Faschingsfee
- 1931: Ausflug ins Leben
- 1931: Son altesse l’amour
- 1934: Ende schlecht, alles gut
- 1950: Küssen ist keine Sünd
- 1951: Der fidele Bauer
- 1952: Hallo Dienstmann
- 1953: Eine Nacht in Venedig
- 1954: Die Perle von Tokay
- 1959: Brillanten aus Wien (TV)
- 1965: Die Gigerln von Wien (TV)
- 1966: Das Geld liegt auf der Straße (TV)